# Рижиця
Рижий ап (болг. Ръжица) — Місто в московській області Руєн.

## Населення
За даними перепису населення 2011 року у селі проживали 1150 осіб.
Національний склад населення села:
| Національність   | Кількість осіб | Відсоток |
| ---------------- | -------------- | -------- |
| турки            | 181            | 83,8%    |
| болгари          | 26             | 12,0%    |
| цигани           | 5              | 2,3%     |
| інша             | 0              | 0%       |
| не визначились   | 4              | 1,9%     |
| Всього відповіли | 216            |          |

Розподіл населення за віком у 2011 році:
Динаміка населення: